# 河野義行
河野 義行（こうの よしゆき、1950年〈昭和25年〕2月3日 - ）は、日本の著述家。鹿児島県在住。
1994年（平成6年）に発生した松本サリン事件の被害者。事件後に警察およびマスメディアにより、事件の有力な犯人とみなされ報道被害を受けた。
現在は、オウム真理教事件およびメディア・リテラシーに関する講演を行う傍ら、著述家としても活動している。特定非営利活動法人リカバリー・サポート・センター理事。「ヘイトスピーチとレイシズムを乗り越える国際ネットワーク」（のりこえねっと）共同代表。

## 来歴
愛知県豊橋市生まれ。1973年、名城大学理工学部卒業。山岳写真家の河野齢蔵は妻の祖父にあたる。
1994年（平成6年）6月27日夜に発生した松本サリン事件に際して事件の第一通報者となった。警察から事件への関与が疑われ、長野県警察は河野の自宅の家宅捜索を実施した。この捜索において農薬が発見されたことや、「河野宅において不審な煙を見た」との証言があり嫌疑が深まった。後に証言については虚偽と判明し、また農薬からサリンは合成できないことが判明している。
警察の捜査および情報のリークを受け、地元紙の信濃毎日新聞や主要な全国紙を含め、多くのメディアが河野を犯人と決め付けて扱った。河野やその家族は断続的に長野県松本警察署からの取り調べを受けたが、有力な証拠が見つからず逮捕されることはなかった。
その後、山梨県西八代郡上九一色村（現・南都留郡富士河口湖町）のオウム真理教施設周辺において不審な証拠が発見され、さらに1995年（平成7年）3月20日に発生した地下鉄サリン事件ののち、松本サリン事件もオウム真理教の犯行であることが判明し、河野への疑いは完全に解消された。
捜査当時の国家公安委員会委員長であった野中広務は、長野県警から推定有罪的で執拗な取り調べがあったことなど、度を越していた河野に対する行為について直接謝罪。マスメディア各社も報道被害を認めて各種媒体に謝罪文を掲載、一部の関係者も直接出向いて陳謝した。一方、長野県警は遺憾の意を表明したのみで「謝罪というものではない」と公式な謝罪を行わなかった。長野県警察本部長が当時の捜査の誤りとそれに起因する河野の被害について謝罪したのは、河野が長野県公安委員会委員に就任して以後のことであった。

### 公安委員就任以降の活動
2002年に長野県知事であった田中康夫の要請を受けて、長野県警を監督する長野県公安委員会委員を1期（3年）務めた。
飯田市大王路の無職の女性（当時77歳）が2004年4月に殺害された事件（長野・愛知4連続強盗殺人事件）で、その長女が「犯人扱いされた」と訴えていた問題で、私人として長女宅を訪れ、長女らと約2時間半にわたって非公開で面談した。飯田警察署で推定有罪と判断され、ポリグラフ（うそ発見器）をかけられたことや、誘導尋問などで強要された自白、深夜まで事情聴取を受けたことなどについて説明する長女に対し、松本サリン事件で一時被疑者扱いを受けた自身の体験を話した。面談後、「直接の謝罪は必要。市民にとって大きな負担となる捜査方法は改善すべき」として、県公安委員会で警察側に陳謝の要望があったことを報告すると約束。任意の事情聴取を何時間以内にとどめるべきかなど捜査の指針作成を提案する意向を示した。事情聴取のポリグラフについて、「一般市民には非日常的なことだが、警察にすれば日常的。そのギャップは大きい」と指摘した上で、「今後は県警が配慮してギャップを埋めていく必要がある」とした。この件に対し、長女は「話を聞いてもらって楽になった。」と話している。
その後、生坂ダム殺人事件の長野県警の捜査ミス糾弾（他殺死体を自殺事件と断定したが、公訴時効成立後に覚せい剤所持等の別件で逮捕された犯人の任意の自白により殺人事件と判明）において、田中知事と対立し公安委員を更迭された（田中知事は犯罪報道被害者で冤罪被害者にもなりかねなかった河野が長野県警糾弾の先鋒になることを期待したが、河野は「当時の捜査において他殺と断定できなかった事はやむを得なかった」との判断をしている）。
妻はサリンによる被害により意識不明状態から回復せず河野が介護していたが、2008年8月5日に60歳で死去した。その死に際して、「長い間頑張ってくれて、ありがとう。今日は彼女が自由になる日。わが家にとって、事件が終わる日になると思う」とコメントを出した。
報道被害に関する講演で全国各地を訪れていたなか、2010年8月、妻の三回忌を区切りに鹿児島市へ転居し、2014年7月には霧島市に移住した。
2019年に自身の人生についてのインタビューを受けた際、「ひとつは恨んでどうなるのと過去は変えられないわけでしょ。恨んで妻が元気になって戻るとかあれば恨むことの意義はあるけれど。」「不幸なことも人生の中の歴史の1コマということで切り替えていかないといってみれば不幸の上に不幸を上塗りするような人生になってしまうと自分で思っている。」と振り返っている。

## オウムに対する姿勢
一連のオウム裁判において主要な容疑者とされた幹部に対する死刑に関しては慎重な考えを持っている。その理由としては、オウム真理教の被告人を死刑にすることで、「殉教者」になる恐れがあること、殺人を起こす人が刑法の規定を理解した上で、殺人を犯しているわけではないことを挙げている。また、麻原彰晃に「さん」と敬称を付けて呼び「教えは間違っていた」と声明を出してほしいと著書の中で呼びかけている。松本サリン事件で噴霧車製造に関与し実刑判決を受けた藤永孝三と交流があり、釣りをするほどの仲になっている。
2011年（平成23年）12月から2015年（平成27年）12月まで、オウム真理教から別れた「ひかりの輪」（上祐史浩代表）の外部監査人を務めた。就任時「（ひかりの輪が）実際どうなのか自分で中に入り、自分の目で確認したい。不安を持つ周辺住民との橋渡し役になって動いていければ」と話した。翌2012年（平成24年）1月22日には、団体の施設へ立ち入り、初の監査を実施した。2015年に辞任した際の理由は一身上の都合としている。

## 著作
- 『妻よ!　わが愛と希望と闘いの日々』（潮出版社、1998.6）ほかに新風舎文庫版
- 『松本サリン事件報道の罪と罰』（浅野健一との共著 第三文明社、1996.11）ほかに新風舎文庫、講談社文庫版
- 『「疑惑」は晴れようとも 松本サリン事件の犯人とされた私』（文藝春秋、1995.11）ほかに文春文庫版
- 『松本サリン事件　虚報、えん罪はいかに作られるか』（近代文芸社、2001.5）
- 『命あるかぎり～松本サリン事件を超えて～』（第三文明社、2008.6）
- 『足利事件 松本サリン事件』（菅家利和との共著 TOブックス、2009.9）

## 河野義行を演じた俳優
- 寺尾聰 - 『日本の黒い夏─冤罪』（河野をモデルにした・神部俊夫 役）
- 石黒賢 - 『金曜プレステージ「妻よ! 松本サリン事件犯人と呼ばれて…家族を守り抜いた15年」』（2009年6月26日、フジテレビ）（実名役）